# Tu sei un bastardo
Tu sei un bastardo è un pamphlet "contro l'abuso delle identità" (come si legge nel sottotitolo) scritto da Gad Lerner nel 2005 e pubblicato da Feltrinelli.
Il saggio prende spunto dalla formazione, in ogni campo sociale, di gruppi che rivendicano radici e tradizioni comuni, in nome delle quali si formano separazioni anziché unioni tra le genti. Da ciò nasce il concetto positivo del bastardo, inteso come elemento di transizione tra i periodi storici e le genti, capace di rompere la codificazione e la classificazione delle identità.

## Edizioni
- Gad Lerner, Tu sei un bastardo. Contro l'abuso delle identità, Feltrinelli, 2005,  p. 220, ISBN 978-8807840609.